# Гэн Хуэйчан
Гэн Хуэйчан (кит. упр. 耿惠昌, пиньинь Gěng Hùichāng, р. 1951) — министр государственной безопасности КНР в 2007—2016 годах, бывший президент Китайского института современных международных отношений.

## Биография
Гэн Хуэйчан родился в провинции Хэбэй, в 1985 году стал заместителем директора американского отдела Китайского института современных международных отношений (CICIR), одного из ведущих «мозговых центров» КНР, непосредственно связанных с министерством государственной безопасности КНР. В 1990—1993 годах был президентом CICIR. Автор работы «Межгосударственное технико-экономическое взаимодействие в Азиатско-тихоокеанском регионе» (англ. Multi-National Coordination: Feasibility in Asia-Pacific.
В сентябре 1998 года Гэн Хуэйчан был назначен заместителем министра государственной безопасности. В круг его обязанностей входило, в частности, обеспечение безопасности летних Олимпийских игр 2008 года в Пекине. В связи с этим Гэн Хуэйчан посещал Грецию для обмена опытом с греческими коллегами, обеспечивавшими безопасность летних Олимпийских игр 2004 года.
С августа 2007 года занимает должность министра государственной безопасности, став первым министром госбезопасности КНР с опытом международного сотрудничества. Считается ставленником Ху Цзиньтао.
С января 2010 года Гэн Хуэйчан также является членом Национальной энергетической комиссии Госсовета КНР.
В августе 2011 года Гэн Хуэйчан посетил Непал с целью развития двусторонних отношений, в сентябре 2012 года в составе делегации во главе с Чжоу Юнканом посетил Сингапур, Афганистан и Туркмению.
Член ЦК КПК 17-го и 18-го созывов.